# Tubetejka

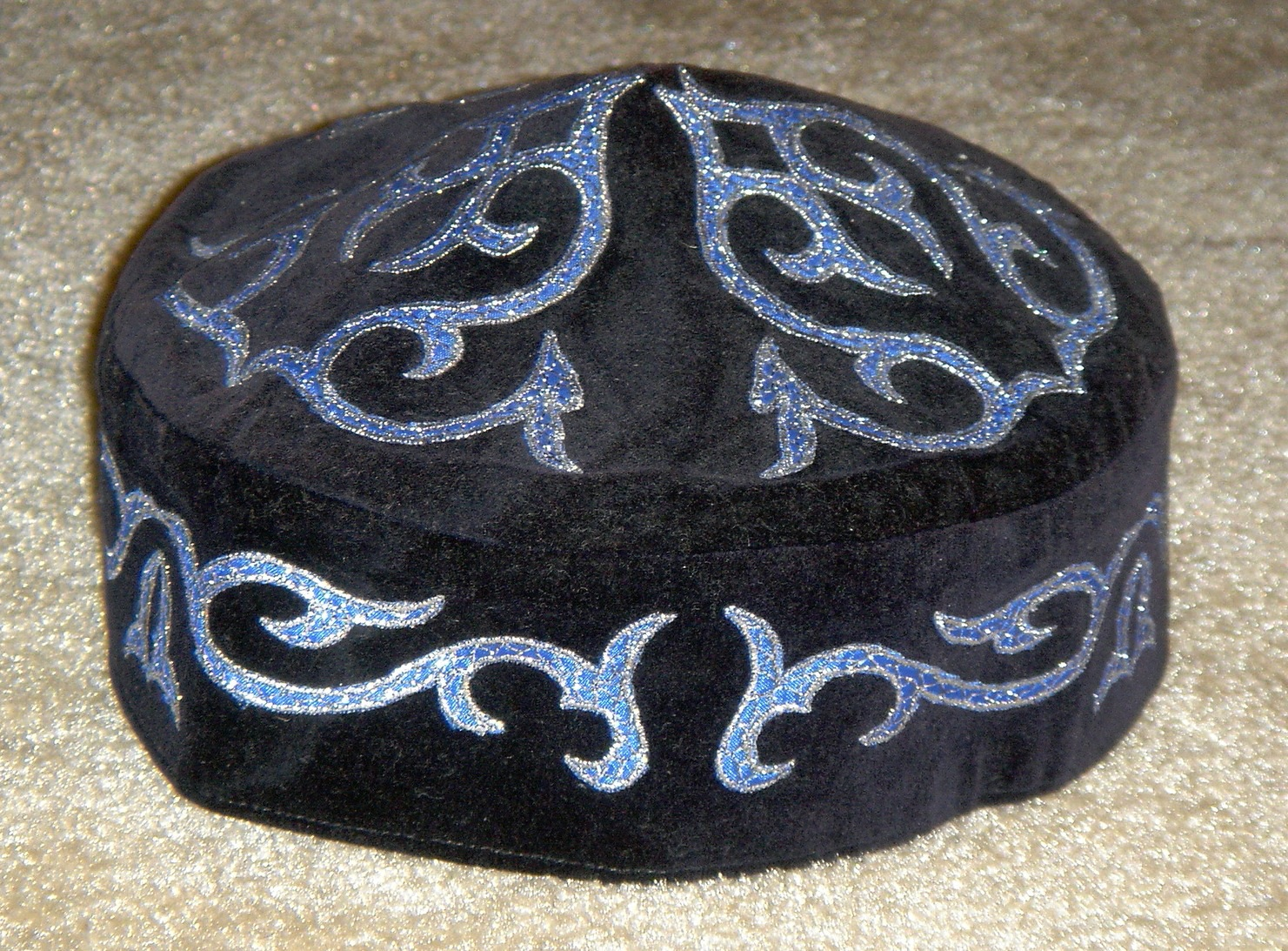
A kazak tubetejka

A tubetejka (kazakul: төбетей, тақия, kirgizül: тебетей, түбөтөй, суусар тумак, tatárul: түбәтәй; oroszul: тюбете́йка) hagyományos közép-ázsiai sapka.
A tubetejkákat Tádzsikisztánban, Kazahsztánban, Kirgizisztánban és Üzbegisztánban, valamint Oroszország (főleg tatárok) és Azerbajdzsán muszlimok lakta vidékein viselik.
Az üzbégek és ujgurok által viselt koponya sapkát doppának hívják, és négyzet alakú alappal rendelkezik. Az 1940-es és 1950-es években népszerű fejfedő volt a gyerekek körében a Szovjetunióban. A tubetejkákat jellemzően a régió török etnikai csoportjai viselik. A sapka formáját a két réteg közé varrt karton biztosítja. Több helyen a nők is hordják.

## Dopa
A dopa vagy dupi a hagyományos üzbég viselet fontos része. Fekete színű, lapos, négyzet alakú alappal.  Az üzbegisztáni Khusztban a fejdíszeket hímzéssel díszítik, „négy íve van, amelyek áthatolhatatlan kapukat jelképeznek, amely minden ellenséget távol tartanak; az erős paprika megvéd a gonosz szemektől; a mandula pedig az életet és a termékenységet szimbolizálja”.
A szefárd és marokkói zsidók szívesen viselik az üzbég tubetejkát kippaként.

## Képgaléria

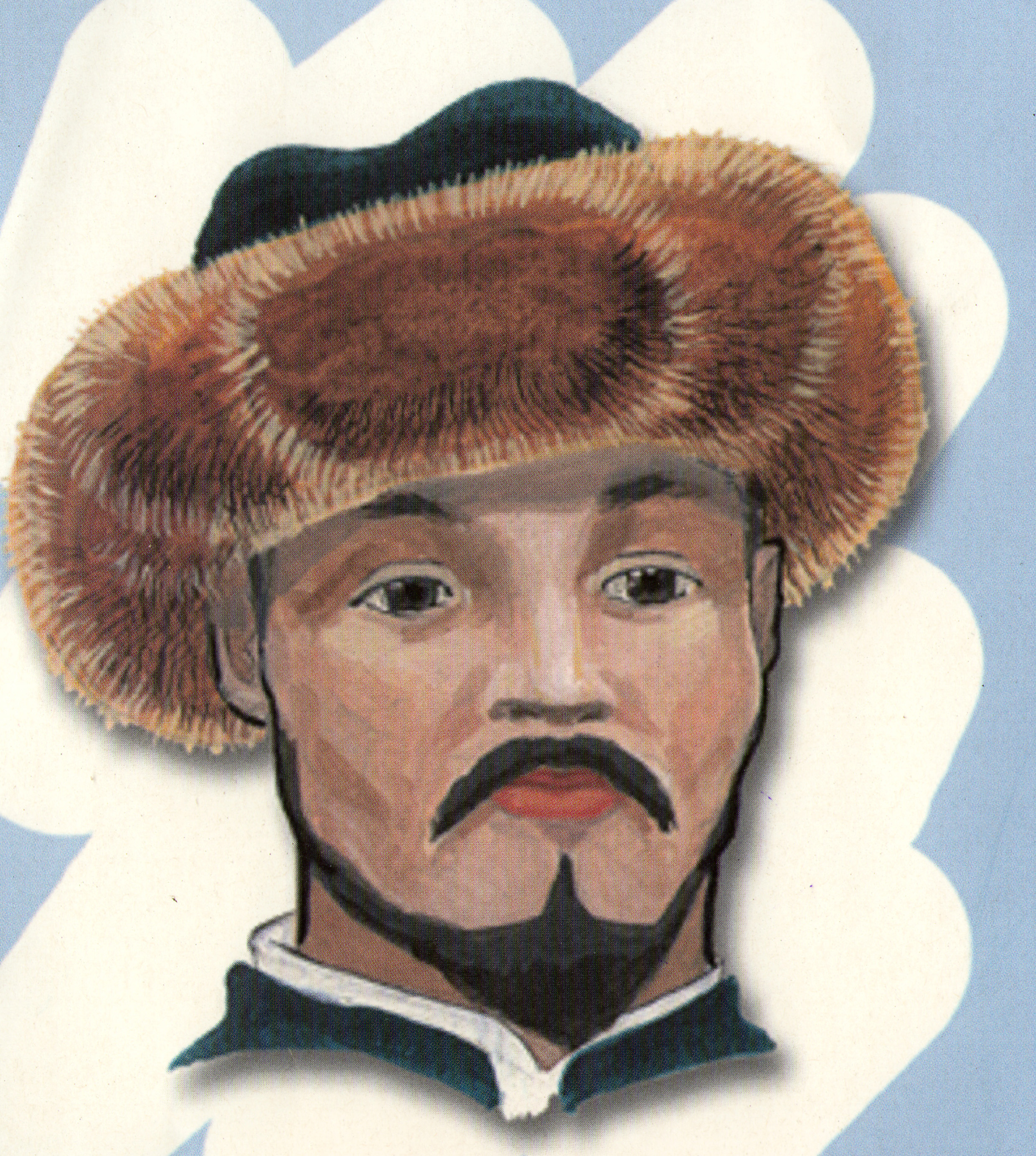
A kirgiz tubetejka
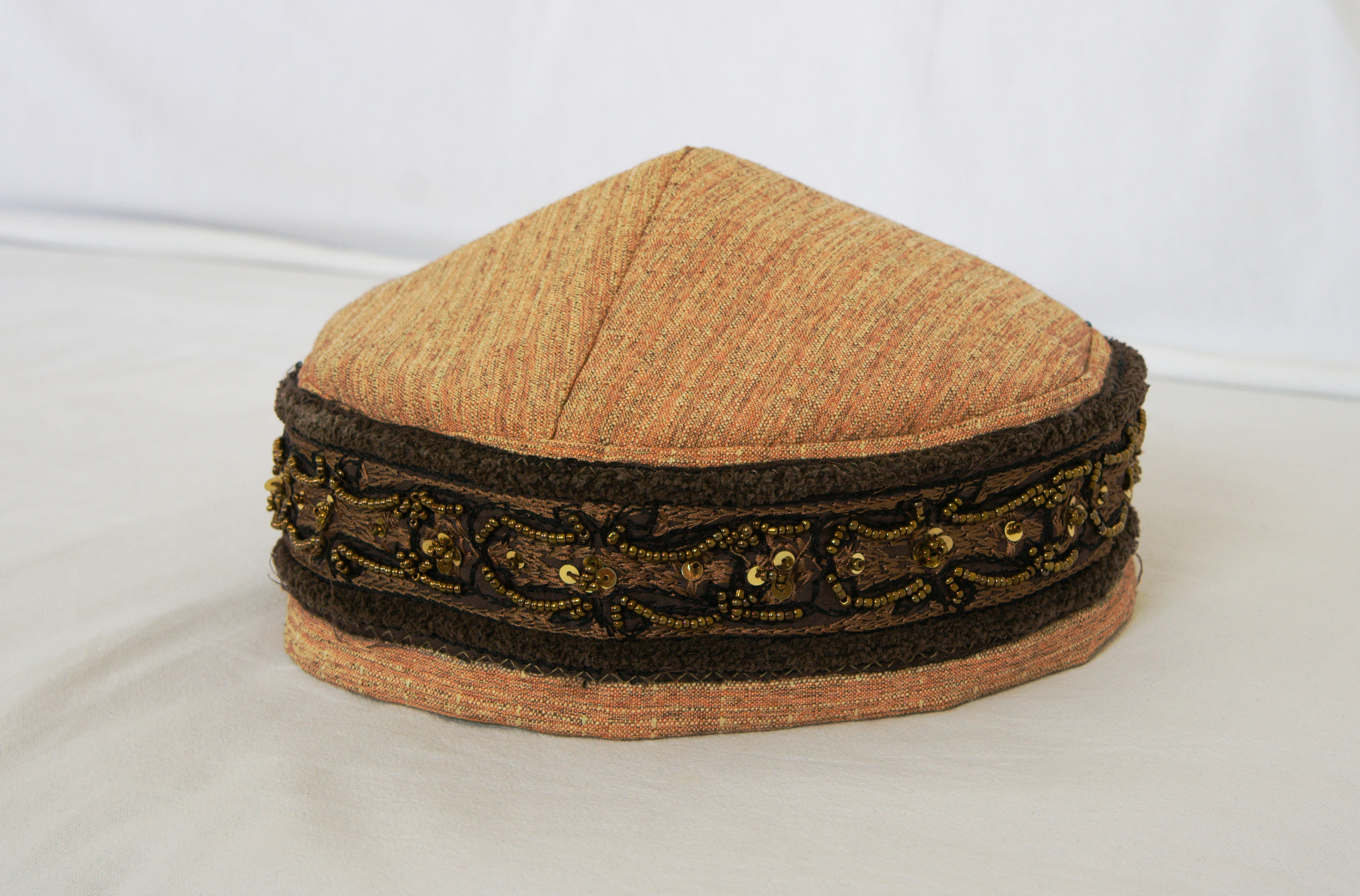
A krími tatár tubetejka
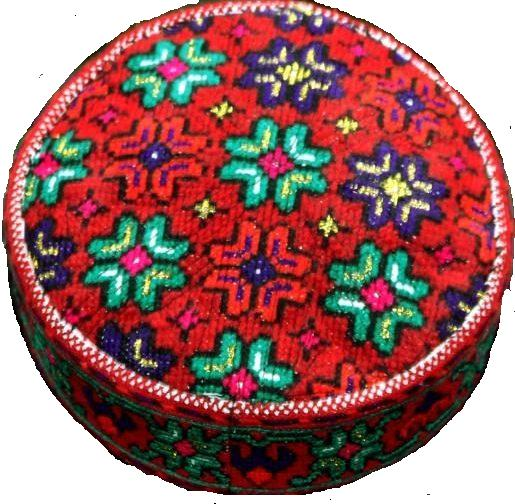
Vahi változat
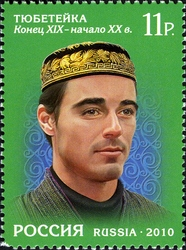
Tatár tubetejka orosz bélyegen
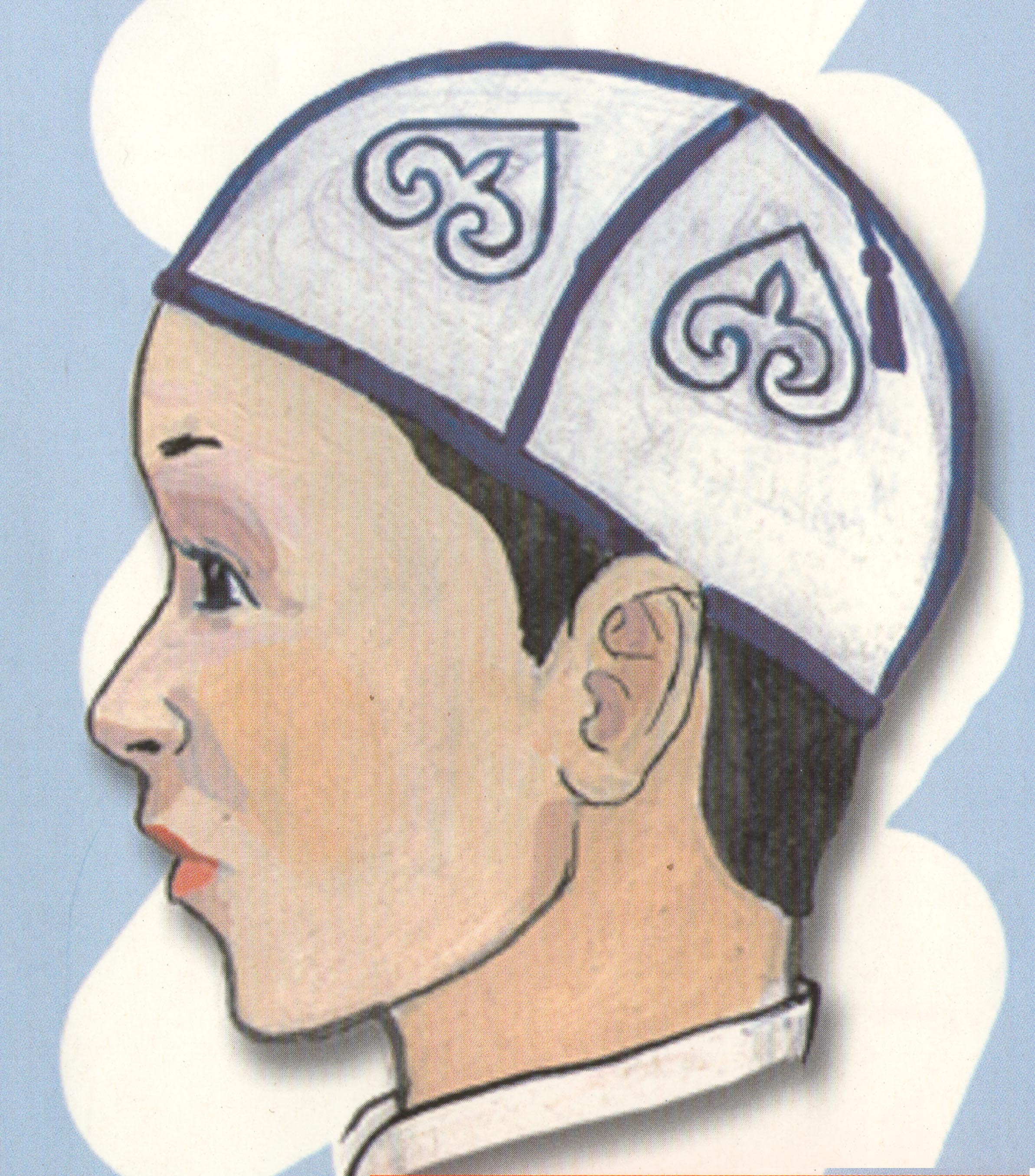
A kirgiz „topu”
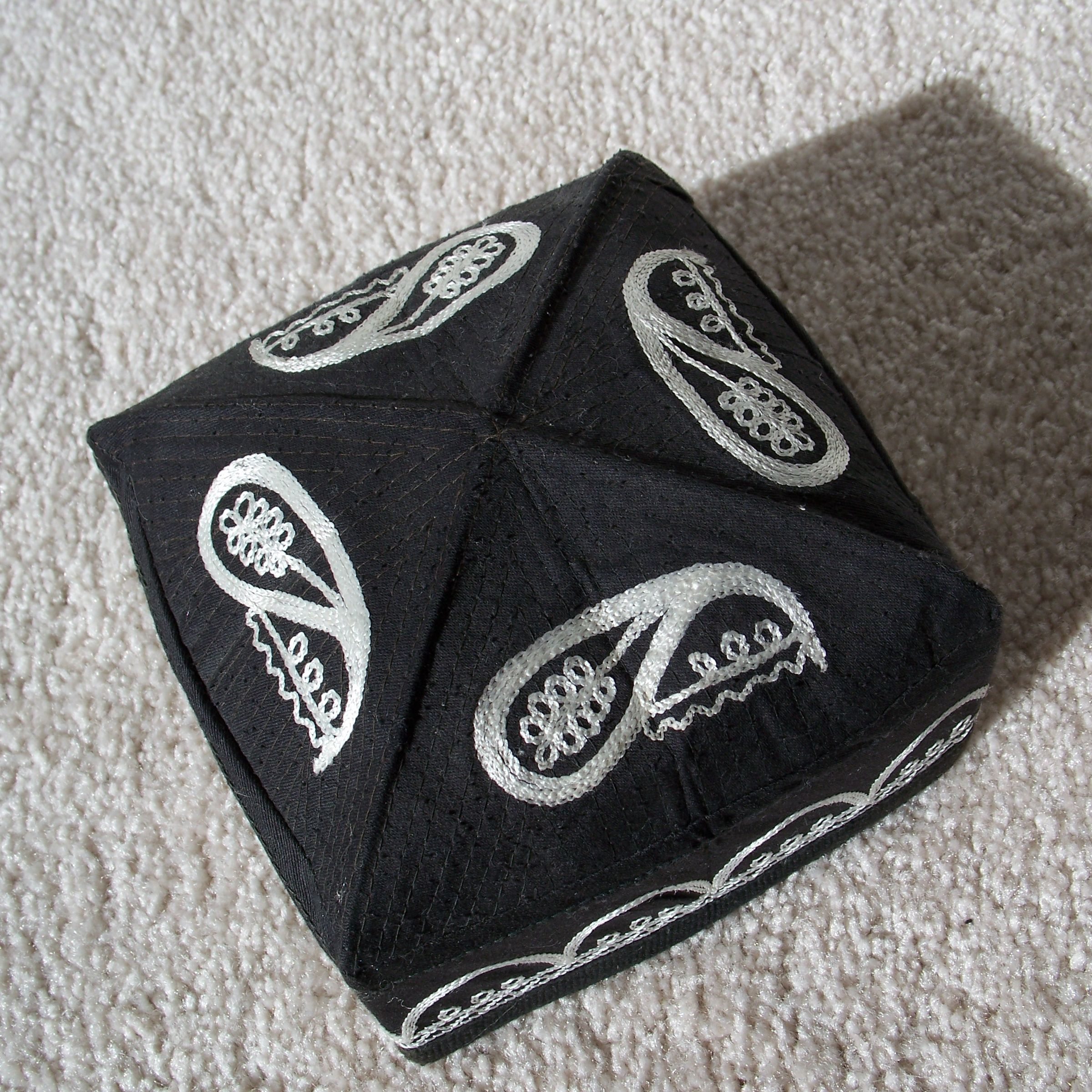
Az üzbég doppa
Az Ogonyok borítója – Sztálin és Makszim Gorkij (utóbbi tubetejkával a fején)
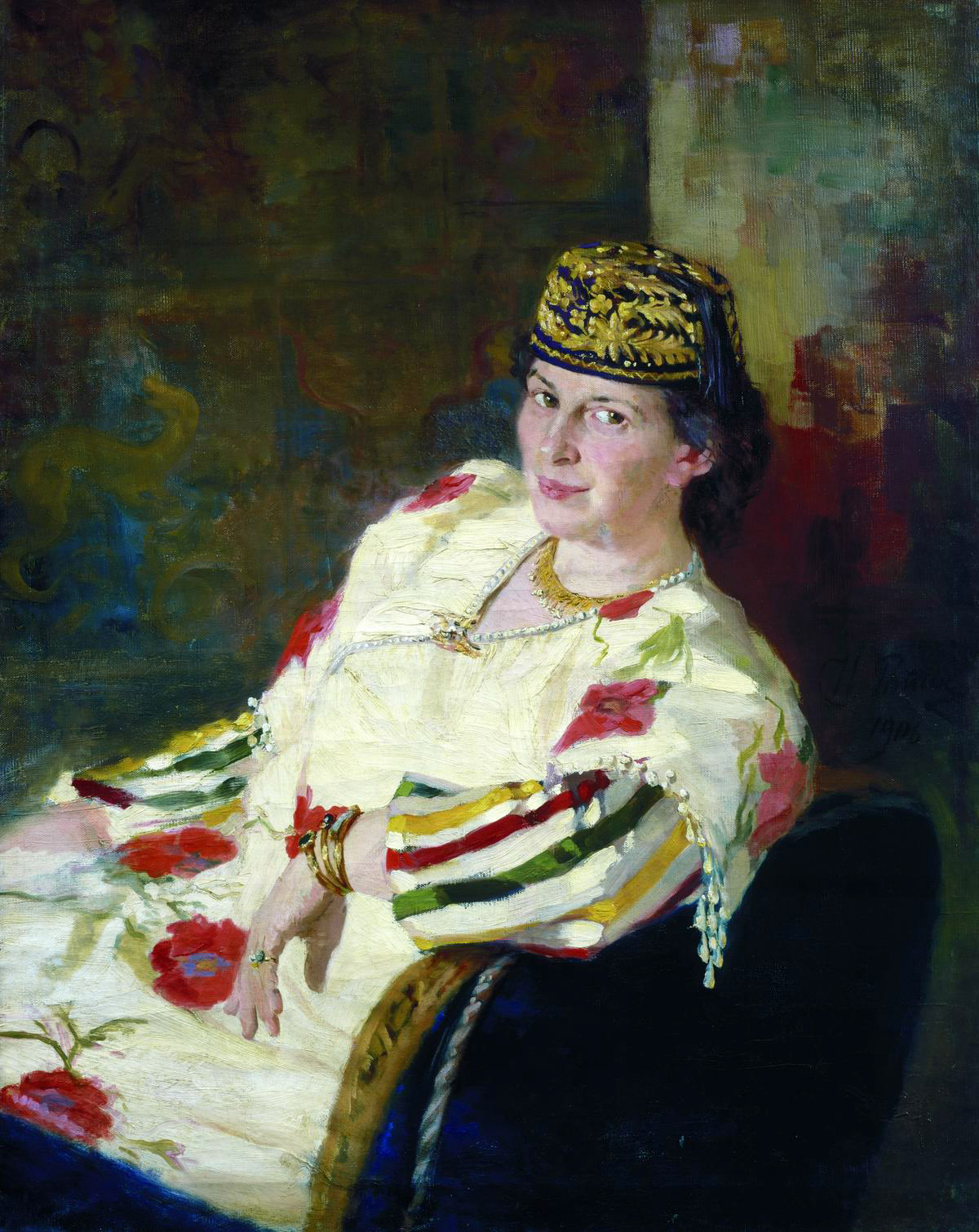
Repin: Mara Konsztantyinovna Oliv grófnő portréja

## Fordítás
- Ez a szócikk részben vagy egészben  a   Tubeteika című angol Wikipédia-szócikk ezen változatának fordításán alapul.  Az eredeti cikk szerkesztőit annak laptörténete sorolja fel. Ez a jelzés csupán a megfogalmazás eredetét és a szerzői jogokat jelzi, nem szolgál a cikkben szereplő információk forrásmegjelöléseként.